# Bay thử nghiệm

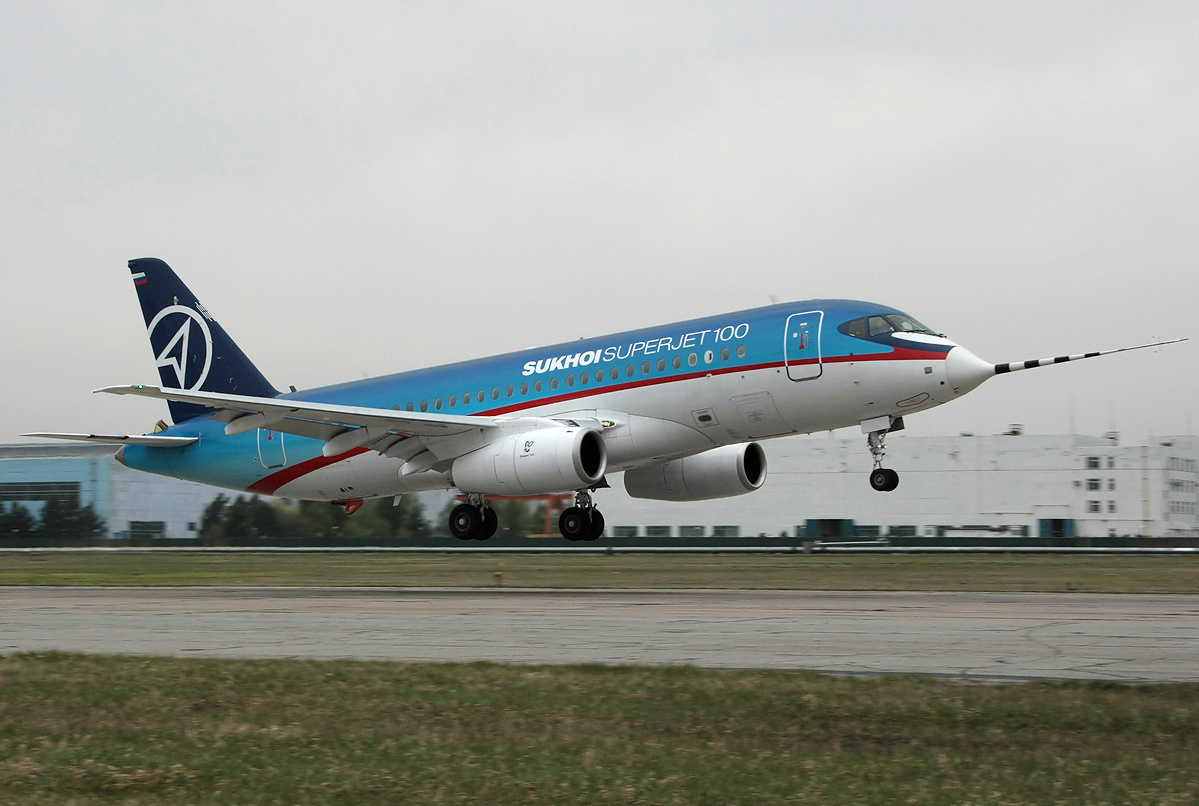
Thăm dò kiểm tra áp lực tĩnh trên mũi của một máy bay Sukhoi Superjet - 100 nguyên mẫu

Bay thử nghiệm là một nhánh của kỹ thuật hàng không có chức năng phát triển và tập hợp dữ liệu trong suốt chuyến bay của một chiếc máy bay mới, hoặc kiểm tra bầu khí quyển cho tên lửa vũ trụ và thiết bị vũ trụ tái sử dụng, và sau đó phân tích những dữ liệu để đánh giá khí động lực học bay, đặc điểm của phương tiện đó để xác nhận việc đo đạc, bao gồm cả kiểm tra độ an toàn.
Các chuyến bay thử nghiệm phải hoàn thành hai giai đoạn nhiệm vụ chính: 1. Tìm và sửa chữa bất kỳ vấn đề thiết kế nào. 2. Xác minh tài liệu của phương tiện đó và khả năng chứng nhận của chính phủ hoặc khách hàng chấp nhận. Các chuyến bay thử nghiệm có thể từ các thử nghiệm của một hệ thống mới cho một phương tiện để hoàn thành phát triển và chứng nhận của một chiếc máy bay mới khởi động sử dụng, hoặc các thiết bị vũ trụ tái sử dụng. Do đó, thời gian của một chương trình chuyến bay thử nghiệm có thể thay đổi từ một vài tháng để nhiều năm.

## Chuyến bay kiểm tra máy bay

### Máy bay dân dụng
Thường có hai loại chương trình thử nghiệm cho chuyến bay thương mại và quân đội. Chuyến bay thử nghiệm cho thương mại được tiến hành để xác nhận rằng các máy bay đáp ứng tất cả an toàn và thực hiện đúng theo yêu cầu của cơ quan chính phủ xác nhận. Ở Mỹ, đây là Cục Hàng không Liên bang (FAA); ở Canada là Giao thông Vận tải Canada (TC), Vương quốc Anh là Cục Hàng không Dân sự và trong liên Minh châu Âu, Cơ quan An toàn Hàng không châu Âu (A). Kể từ khi máy bay thương mại phát triển thường được tài trợ bởi các nhà sản xuất máy bay tư, các nhà đầu tư, các cơ quan xác nhận hàng không có một phần trong sự thành công của các máy bay. Các công dân, các cơ quan có liên quan với sự an toàn của chiếc máy bay và các phi công của chuyến bay thử nghiệm dẽ hướng dẫn cách sử dụng, điều khiển chính xác đường bay của chiếc máy bay. Thị trường sẽ xác định máy bay nào phù hợp để khai thác.

### Máy bay quân sự

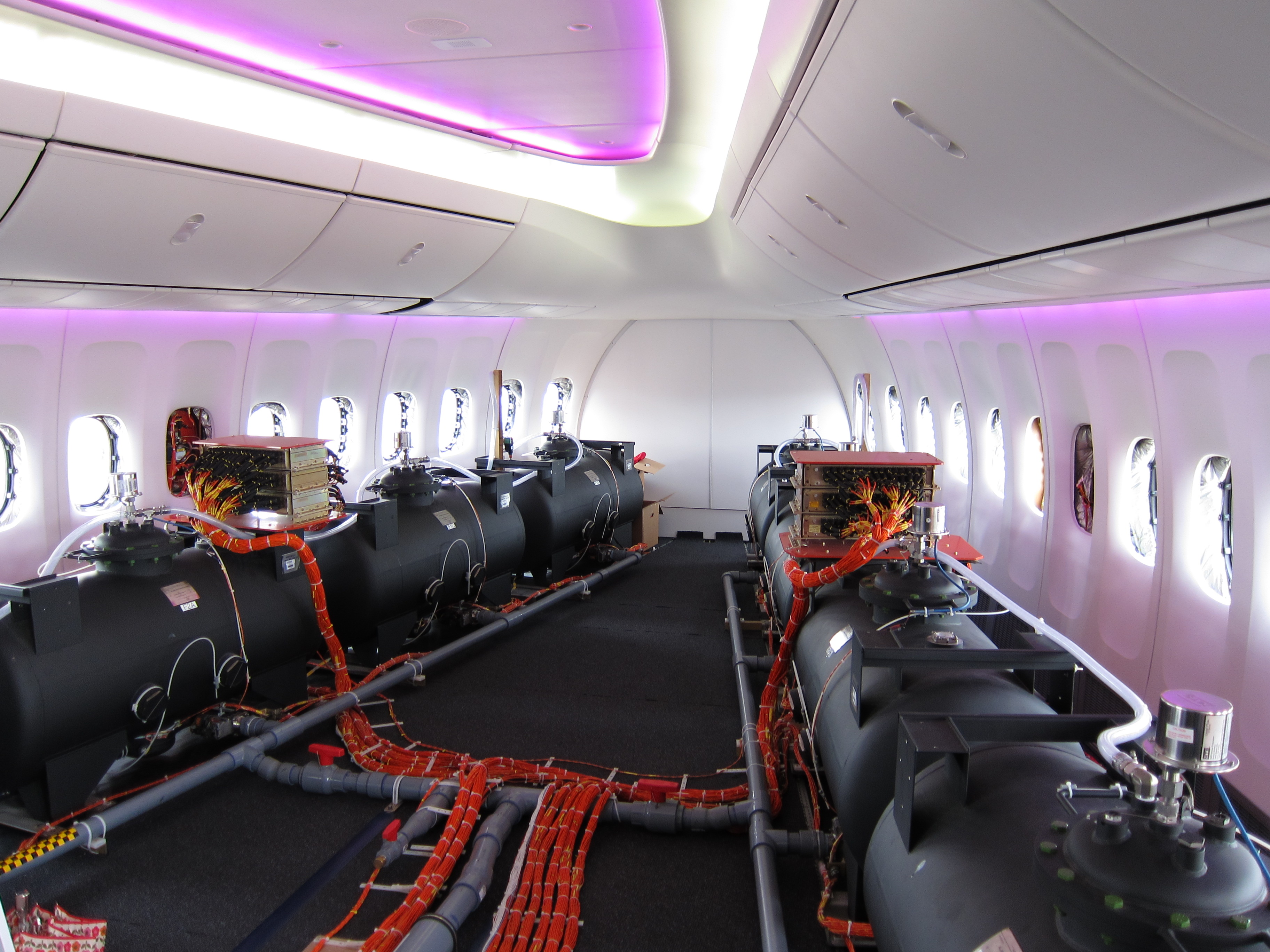
Chuyến bay kiểm tra áp lực đầu dò và nước tăng áp lực trên chiếc máy bay 747-8 TA nguyên mẫu

Chương trình bay thử nghiệm quân sự khác nhau so với thương mại là chính phủ hợp đồng với các nhà sản xuất máy bay để thiết kế và xây dựng nên một chiếc máy bay đáp ứng nhiệm vụ và khả năng cụ thể. Những yêu cầu thực hiện được đưa vào tài liệu để các nhà sản xuất máy bay chế tạo đặc điểm kỹ thuật và các chi tiết của chương trình thử nghiệm bay (trong số rất nhiều chương trình khác yêu cầu) được nêu ra trong báo cáo của công việc. Trong trường hợp này, chính phủ là khách hàng và có một cổ phần trực tiếp đến các khả năng của máy bay để thực hiện nhiệm vụ. Kể từ khi chính phủ tài trợ chương trình, nó có tham gia trong các thiết kế máy bay và thử nghiệm từ đầu. Thường quân sự thử nghiệm phi công, kỹ sư được tích hợp như là một phần của nhà sản xuất của nhóm thử nghiệm chuyến bay, thậm chí trước khi chuyến bay đầu tiên. Giai đoạn cuối cùng của quân đội, máy bay bay là kiểm tra sự Hoạt động Thử nghiệm (OT). OT được thực hiện bởi một chính phủ-chỉ có nhóm thử nghiệm với người ra lệnh để xác nhận rằng các máy bay được phù hợp và hiệu quả để thực hiện mục đích, nhiệm vụ.
Chuyến bay thử nghiệm của quân đội, máy bay thường tiến hành tại chuyến bay quân sự kiểm tra cơ sở. Hải quân hoa kỳ kiểm tra máy bay của Không lực Hải quân sông Patuxent và US Air Force tại Căn cứ Không Quân Edwards. Các Lực lượng Không quân Mỹ thử nghiệm đào tạo phi công và Hải quân Mỹ thử nghiệm trường đào tạo phi công là chương trình được thiết kế để dạy cho các phi công lái máy bay thử nghiệm quân sự và nhân sự. Trong Vương quốc Anh, hầu hết các chuyến bay quân sự kiểm tra được thực hiện bởi ba tổ chức, Không quân hoàng gia Anh, BAE Hệ thống và QinetiQ. Cho các nâng cấp nhỏ các thử nghiệm có thể được thực hiện bởi một trong những ba tổ chức trong sự cô lập, nhưng chương trình chính là bình thường được thực hiện bởi một công ty thử nghiệm team (JTT), với tất cả ba tổ chức làm việc cùng nhau dưới sự bảo trợ của một dự án tích hợp team (IPT) không phận.

## Bay thử nghiệm khí quyển cho tên lửa đẩy và thiết bị vũ trụ tái sử dụng
Tất cả tên lửa đẩy cũng như một vài thiết bị vũ trụ tái sử dụng, nhất thiết phải được thiết kế để đối phó với khí động học bay vô trong khi di chuyển qua bầu khí quyển.

Nhiều tên lửa đẩy đã bay thử, với nhiều dữ liệu khá hơn trên ban đầu khởi động của một thiết kế tên lửa đẩy. Thiết bị vũ trụ tái sử dụng tăng cường kiểm tra các chương trình được tham gia nhiều hơn và thường có theo đầy đủ phong bì mở rộng mô hình của máy bay thử nghiệm truyền thống. Kiểm tra trước đây và hiện tại là các chương trình bao gồm bài kiểm tra của các tàu con thoi, X-24B,... và đặt hệ thống khởi động tái sử dụng cho chương trình phát triển bao gồm cả các VTVL Châu chấu cho mục đích xây dựng và tăng cường trở lại việc kiểm tra phi thuyền.

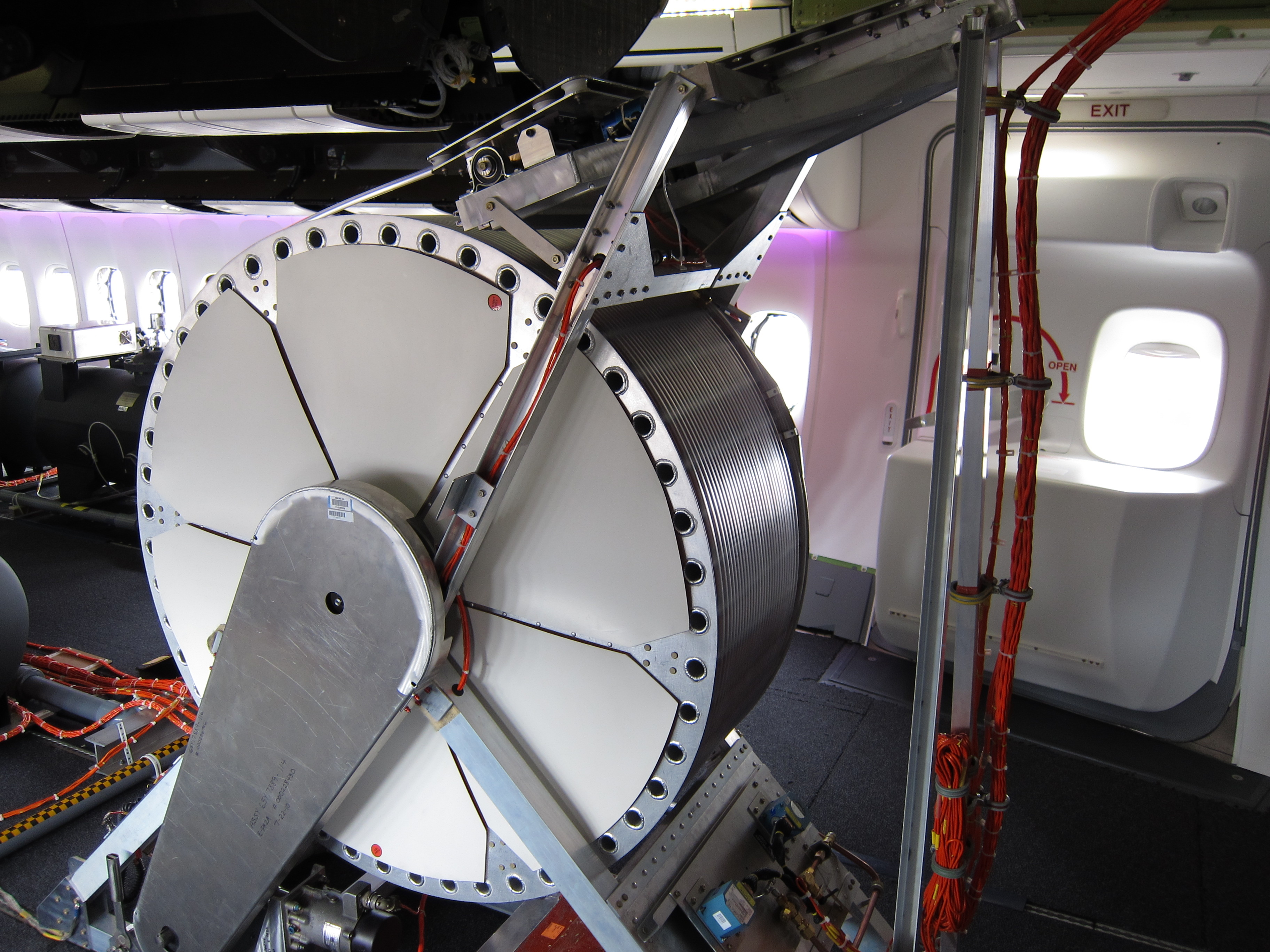
Thăm dò giàn áp lực tĩnh trên chiếc 747-8 TA mẫu thử nghiệm. Một ống cuộn lại bên trong thùng, được kết nối với một tàu thăm dò đó có thể được triển khai xa phía sau đuôi máy bay